# Виланова дел Гебо
Виланова дел Гебо (итал. Villanova del Ghebbo) је насеље у Италији у округу Ровиго, региону Венето.
Према процени из 2011. у насељу је живело 1604 становника. Насеље се налази на надморској висини од 5 м.

## Становништво
| 1931. | 1936. | 1951. | 1961. | 1971. | 1981. | 1991. | 2001. | 2011. |
| ----- | ----- | ----- | ----- | ----- | ----- | ----- | ----- | ----- |
| 2.734 | 2.855 | 2.893 | 2.160 | 2.052 | 2.141 | 2.245 | 2.196 | 2.164 |